# Dziewczyna z Mazur
Dziewczyna z Mazur – serial obyczajowy produkcji polskiej wyprodukowany w 1990. Zawiera 5 odcinków. Serial został wyreżyserowany przez Juliana Dziedzinę.
Film kręcony w Ornecie.

## Ekipa

### Twórcy
- Scenariusz: Zbigniew Safjan
- Muzyka: Andrzej Zarycki
- Dźwięk: Krzysztof Wodziński
- Kierownictwo produkcji: Jerzy R. Michaluk, Romuald Cieślak, Leszek Wyrzutowicz
- Produkcja: Studio Filmowe Oko

### Obsada
- Beata Paluch jako Marta Witczak
- Andrzej Kopiczyński jako fotografik Daniel Grycz
- Robert Tondera jako Stefan Kabak, chłopak Marty
- Mirosława Marcheluk jako Barbara Darska, dziennikarka "Sygnałów", przyjaciółka Grycza
- Bogusław Sochnacki jako dygnitarz Krępiak, ojciec Zbyszka
- Andrzej Ferenc jako poeta Leszek Smoleń, miłość Marty
- Bogumił Antczak jako towarzysz Łukasz, przyjaciel Grycza
- Hanna Bedryńska jako Ludwisia, ciotka Marty
- Małgorzata Boratyńska jako robotnica Krysia, koleżanka Marty
- Irena Burawska jako Zachalaszka, mieszkanka Wrzoskowa
- Andrzej Głoskowski jako Bolesław Darski, mąż Barbary

i inni